# Meunasah Pinto
Meunasah Pinto is een bestuurslaag in het regentschap Aceh Utara van de provincie Atjeh, Indonesië. Meunasah Pinto telt 540 inwoners (volkstelling 2010).